# Cycas javana
Cycas javana es una especie de Cycadopsida del género Cycas, de la familia Cycadaceae, del orden Cycadales.

## Distribución
Cycas javana se distribuye por Indonesia (Jawa Barat, Jawa Tengah y Jawa Timur).

## Taxonomía
Fue descrita científicamente por David John De Laubenfels y la descripción publicada en Cycads in China 65 en 1996.